# آلیشارلی
آلیشارلی (به لاتین: Alışarlı، تا ۲۹ می ۲۰۱۵ قاپان‌لی Qapanlı) یک منطقه مسکونی در جمهوری آذربایجان است که در شهرستان ترتر واقع شده است.